# 春の祭典 (アルバム)
『春の祭典』（原題：The Rite of Spring）は、アメリカ合衆国のジャズ・フルート奏者、ヒューバート・ロウズが1971年に録音・発表したスタジオ・アルバム。

## 解説
全曲ともクラシック音楽の翻案である。Thom Jurekはオールミュージックにおいて5点満点中2.5点を付け「大胆ではあるが、最終的には失敗に終わった実験」と評している。一方、ジョン・L・ウォルターズは2002年、『ガーディアン』紙において、本作をCTIレコードのオーケストラル・ジャズ路線を代表する作品の一つとして挙げ「ロン・カーターやジャック・ディジョネットによる優れた演奏、ルディ・ヴァン・ゲルダーによる音作りもあって、欠点もあるが楽しめる作品となっている」と評している。

## 収録曲
1. パヴァーヌ - "Pavane" (Gabriel Urbain Fauré) - 7:42
2. 春の祭典 - "The Rite of Spring" (Igor Stravinsky) - 9:01
3. パンの笛 - "Syrinx" (Claude Debussy) - 3:34
4. ブランデンブルク協奏曲 第3番 第1楽章 - "Brandenburg Concerto #3 (First Movement)" (Johann Sebastian Bach) - 6:01
5. ブランデンブルク協奏曲 第3番 第2楽章- "Brandenburg Concerto #3 (Second Movement)" (J. S. Bach) - 4:29

## 参加ミュージシャン
- ヒューバート・ロウズ - フルート
- ジーン・バートンシーニ - ギター
- スチュアート・シャーフ - ギター(on #4, #5)
- ボブ・ジェームス - ピアノ、エレクトリックピアノ、ハープシコード
- ロン・カーター - ベース
- ジャック・ディジョネット - ドラムス
- アイアート・モレイラ - パーカッション
- デイヴ・フリードマン - パーカッション、ヴィブラフォン
- ウォリー・ケイン - バスーン
- ジェーン・テイラー - バスーン(on #4, #5)
- ドン・セベスキー - アレンジ、指揮